# Ivica Tončev
Ivica Tončev (en serbio: Ивица Тончев; Niš, 17 de noviembre de 1968) es un político serbio, miembro de Partido Socialista de Serbia.
Desde 2008 hasta 2012 fue asesor de Asuntos Europeos del Ministro del Interior de Serbia y desde de 2012 hasta 2014 fue asesor de Seguridad Nacional del primer ministro.

## Biografía
Tončev estudió en un instituto de Niš y se graduó en administración por la Universidad de Megatrend.
Desde abril el año 2016 se desempeña como miembro de la Asamblea Nacional por segunda vez. Él todavía está activo como asesor del vicepresidente primero del Gobierno de Serbia.

### Presidente Adjunto de laEstrella Roja de Belgrado
Desde noviembre de 2012 hasta el julio del 2015 se desempeñó como vicepresidente de la Estrella Roja. Durante su mandato, el equipo ganó campeones nacionales en la Superliga de Serbia 2013-14.